# 村上信夫 (シェフ)
村上 信夫（むらかみ のぶお、1921年5月27日 - 2005年8月2日）は、日本のフランス料理シェフ。元帝国ホテル顧問。愛称は「ムッシュ村上」。日本でフランス料理を広めた功労者。帝国ホテルの料理長を26年間務め、『きょうの料理』の名物講師として家庭へプロの味を広めた。バイキング方式での食べ放題型料理提供を考案した人物として知られている。

## 経歴
1921年、淡路島（兵庫県洲本市）の網元の息子で、東京で萬歳亭という食堂を営んでいた父・延太郎と、埼玉県春日部の農家の娘だった母・いよの長男として、東京市神田区松枝町（現・千代田区神田岩本町）に生まれる。小学校5年生の時、両親が死去。1933年、第三日暮里小学校卒業後、浅草ブラジルコーヒーにコックとして入店。その後、銀座つばめグリル、新橋第一ホテル、糖業会館レストラン・リッツなどで働く。1939年、帝国ホテルに見習いとして入社。
1942年、大日本帝国陸軍に入隊。1945年、中国で終戦を迎え、シベリア抑留を経て帰国する。シベリアでアイスクリームとリンゴ料理を作り、傷病兵に生きる勇気を与えた経験から「コックを天命の職として決意」したという。
1947年、帝国ホテルに復職。1955年、在ベルギー日本大使館へ出向。1957年、パリのホテル・リッツで研修を受け、翌年帰国。帰国後、帝国ホテルメインダイニング料理長。1958年、村上は新たなレストランのオープンにあたり、北欧の伝統料理「スモーガスボード」を研究して、日本初のブフェ形式レストラン「インペリアルバイキング」の開店を主導する。これが日本の「バイキング」のさきがけとなった。
1960年、NHK「きょうの料理」レギュラー講師、1964年、東京オリンピック女子選手村食堂『富士食堂』料理長を務める。1969年、再度パリのホテル・リッツへ渡り、帰国後、第11代帝国ホテル料理長に就任。1970年、同ホテル取締役料理長。1982年、同ホテル常務取締役料理長。1984年、黄綬褒章受章。1985年、「現代の名工」に選ばれる。1990年、同ホテル専務取締役料理長。1994年ホテル専務取締役総料理長。同年、勲四等瑞宝章受章。1996年、同ホテル料理顧問。1999年、松戸市民栄誉賞受賞。2000年、フランス農事功労章シュヴァリエを受章。
2005年8月2日、千葉県松戸市小金原の自宅にて心不全で死去。享年84。

## 逸話
軍隊関連
- 陸軍入隊時には、帝國ホテルの先輩の餞別のフライパンと包丁を持参した[8]。本来は軍隊に私物の持ちこみは一切許されないが、野戦調理に有用と認められ特別に所持が許可された[8]。従軍時代には経歴から何度か調理任務への異動勧誘があったが、本人が前線勤務を希望し、また歩兵砲の砲手として有能だったため上官が拒否していた[8]。非公式に炊事係も兼任し、敵陣への総攻撃前夜に兵士たちに出す特別料理を作るよう命令されて餞別のフライパンでカレーを作ったところ、漂う匂いに気づいた中国軍の指揮官が翌日の大攻勢を予測して夜中に撤退したり、シベリア抑留中に瀕死の戦友の希望でリンゴをパイナップル味に真似たデザートを作ったりしたエピソードが残る[8]。

オリンピック関連
- 1964年の東京オリンピックでは「女子選手村」の総料理長として300人以上のコックのリーダーを務め、各国の選手のために腕をふるった。村上はルセット（レシピ）の統一を行い、全てのコックが同じ料理を作れるように工夫した[9]。この時、指導を受けたコックが地元に戻って洋食店を開き、日本各地に洋食文化が広まるきっかけとなった[5]。また、料理を大量に供給するために、食材の冷凍保存に要する設備や調理法の調査・研究が進められ、村上は積極的に冷凍食材の使用に挑戦し、その後の日本における冷凍技術の普及を後押しした[5]。一方、男子選手村兼選手村総料理長はサリー・ワイルの弟子で日活国際ホテルの馬場久で、これはホテル料理人の人脈であるホテルニューグランド系（馬場）と帝国ホテル系（村上）に二分されたという意味合いも強い。

料理関連
- ある時、自身の後継者として帝国ホテル料理長となった田中健一郎に、「一番おいしい料理とは何か」と問い、田中が答えに窮していると、「他のどんな料理よりも気持ちが篭っている、お母さんの料理だ」という模範解答を示したという[10]。村上は小学校5年の時に両親を亡くしており、お母さんのように愛情と真心と工夫をこめた料理を作りたいと語っていた[2]。
- 『きょうの料理』内では「これでよろしいですね」「全然むずかしくありませんね」「ベリーグッドです」という3つの口癖が多用された[要出典]。当時料理は先輩の料理を見様見真似で覚え、更には技を盗むのが普通だったため、食材の量は目分量だった[要出典]。しかし、一度しか放送しない番組ではそうはいかないため、食材をグラム単位で紹介するなどわかり易く紹介することに努めた[要出典]。

- 包丁にこだわり、愛用の包丁はアタッシェケース型の木製ケースに収めて、外部の依頼があった際にはどこにでも持参し、これは妻にさえ触らせなかった[11]。

- 二番弟子三國清三には、村上直筆の書を贈って激励している[12]。

趣味
- ナイフ、日本刀、硯、カメラの蒐集が趣味[3]。日本刀は包丁類を買い集めているうちに手が出るようになったという。
- 講道館柔道六段の腕前である[要出典]。

なお、元NHK所属のフリーアナウンサーの村上信夫とは同姓同名の別人である。かつてNHKニュースおはよう日本で同姓同名同士によるインタビューが放送されたことがある。

## 著作
- 『村上信夫の西洋料理』(経済界、1977年)
- 『村上信夫のおそうざいフランス料理』（中央公論社、1978年）
  - 改訂版『愛蔵版 村上信夫のフランス料理 ホテルのシェフから家庭のシェフへ』（中央公論社、1990年） ISBN 4120019586
- 『村上信夫の卵料理　“目玉焼き”から“アレキサンダー1世風”まで』（中央公論社、1980年）
- 『フランス家庭料理』（中央公論新社、1983年）
  - 「基礎編」　ISBN 4123900011
  - 「応用編」　ISBN 4123900089
- 『帝国ホテル料理長の楽しいフランス料理』 （講談社文庫、1985年） ISBN 4061836471
- 『ニッポン人の西洋料理』（光文社、1994年） ISBN 4334900445
  - 文庫版（光文社知恵の森文庫、2003年） ISBN 4334782493
- 『帝国ホテル総料理長のおいしい家庭料理』（中公文庫ビジュアル版、1995年）
  - 「上巻」　ISBN 4122023505
  - 「下巻」　ISBN 4122023769
- 『帝国ホテル 村上信夫のフランス料理』（柴田書店、1999年） ISBN 4388058440
- 『村上信夫メニュー 帝国ホテルスペシャル』（小学館文庫、1999年） ISBN 4094171215
- 『村上信夫の西洋料理』（JULA出版局、2001年） ISBN 4882841002
- 『私の履歴書 帝国ホテル厨房物語』（日本経済新聞社、2002年） ISBN 4532164141
  - 文庫版（日経ビジネス人文庫、2004年） ISBN 4532192382

## 出演
- きょうの料理（NHK）
- 「この人 村上信夫ショー」 江戸っ子料理長の味な人生（1984年、NHK）
- ETV8「シリーズ授業・おいしい料理って何だろう」（1988年、NHK）
- おしゃれ工房 テーブルマナー（1997年）
- プロジェクトX 挑戦者たち「料理人たち 炎の東京オリンピック」（2002年、NHK）

### DVD化作品
- きょうの料理『帝国ホテル 村上信夫の世界』全2巻（NHKエデュケーショナル）

### CM・広告
- 日本ダイナースクラブカード（1980年）

### 村上信夫を描いた作品
- 『人生はフルコース』（NHK土曜ドラマ、演：高嶋政伸）